# Cyril Nocenti
Cyril Nocenti (Sallanches, 28 gennaio 1982) è un allenatore di sci alpino ed ex sciatore alpino francese.

## Biografia

### Carriera sciistica
Originario di Combloux e attivo in gare FIS dal dicembre del 1997, Nocenti esordì in Coppa Europa il 5 marzo 2002 a Tignes in discesa libera (56º) e in Coppa del Mondo il 28 dicembre 2006 a Bormio nella medesima specialità, senza completare la prova. Sempre in discesa libera nel massimo circuito internazionale conquistò il miglior piazzamento, il 10 marzo 2007  a Kvitfjell (18º), e prese per l'ultima volta il via, il 5 dicembre 2008 a Beaver Creek (47º); si ritirò al termine di quella stessa stagione 2008-2009 e la sua ultima gara fu un supergigante FIS disputato il 31 marzo a Tignes, chiuso da Nocenti al 15º posto. In carriera non prese parte a rassegne olimpiche o iridate.

### Carriera da allenatore
Dopo il ritiro è divenuto allenatore nei quadri della Federazione sciistica della Francia.

## Palmarès

### Coppa del Mondo
- Miglior piazzamento in classifica generale: 125º nel 2007

### Coppa Europa
- Miglior piazzamento in classifica generale: 79º nel 2006

### South American Cup
- Miglior piazzamento in classifica generale: 14º nel 2004
- 1 podio:
  - 1 secondo posto

### Campionati francesi
- 1 medaglia:
  - 1 bronzo (discesa libera nel 2007)